# Bataille de Maling
Période des Royaumes combattants
La bataille de Maling (馬陵之戰) se déroula à Maling (nom moderne : Dazhangjia 大張家鎮, comté de Shen 莘县, province du Henan), en 342 av. J.-C. durant la période des Royaumes combattants. Elle opposa les armées des royaumes de Wei et de Qi. La défaite du Wei à Maling signifia la fin de ses ambitions hégémoniques et le début de son lent déclin.
Cette bataille, qui a été rapportée dans plusieurs textes historiques, est une des plus connues de la période. Cela est dû principalement aux tactiques employées par le général Sun Bin qui conduisirent les forces ennemis à sous-estimer les effectifs de l'armée adverse en créant l'illusion d'une désertion importante de ses soldats.

## Contexte
Vers -342, plus d'une décennie après la bataille de Guiling, le royaume de Wei, cette fois allié au Zhao, attaqua l'État de Han, sous la direction du général Pang Juan.
Le Marquis Zhao de Han, se tourna vers son voisin et demanda l'aide du Qi.
Sun Bin conseilla au Roi Xuan de Qi, nouvellement monté sur le trône, d'accorder l'aide militaire demandée par le Han, mais d'attendre toutefois que les deux armées ne s'épuisent l'une l'autre. Ainsi, d'une part le Han serait forcé de satisfaire aux exigences du Qi, et d'autre part le Wei se trouverait en mauvaise posture face aux armées fraîches d'un nouvel adversaire.
Les émissaires du Han furent donc renvoyés avec des promesses d'aide, et pensant qu'elles pouvaient compter sur l'arrivée imminente d'une armée alliée, l'armée Han se battit sans réserve.
Après presque une année d'affrontements, le Han n'était plus capable de résister, et demanda une nouvelle fois l'aide du Qi, s'en remettant totalement à son allié. Toujours sous les conseils de Sun Bin, l'armée Qi, menée conjointement par ce dernier et Tian Ji, ne fut pas envoyée secourir directement l'armée Han, mais prit pour cible la capitale du Wei, Daliang.
Quand le roi Hui de Wei eut vent de l'attaque, il ordonna au général Pang Juan de battre en retraite afin d'assurer la défense du royaume face aux armées de Qi, au grand désarroi du général qui n'était plus qu'à quelques jours de la capitale du Han. Le Roi Hui octroya au prince Shen, héritier présomptif du trône de Wei, le titre de général en chef de l'armée, et mobilisa une force totale de 100 000 soldats contre Qi.

## Déroulement de la bataille

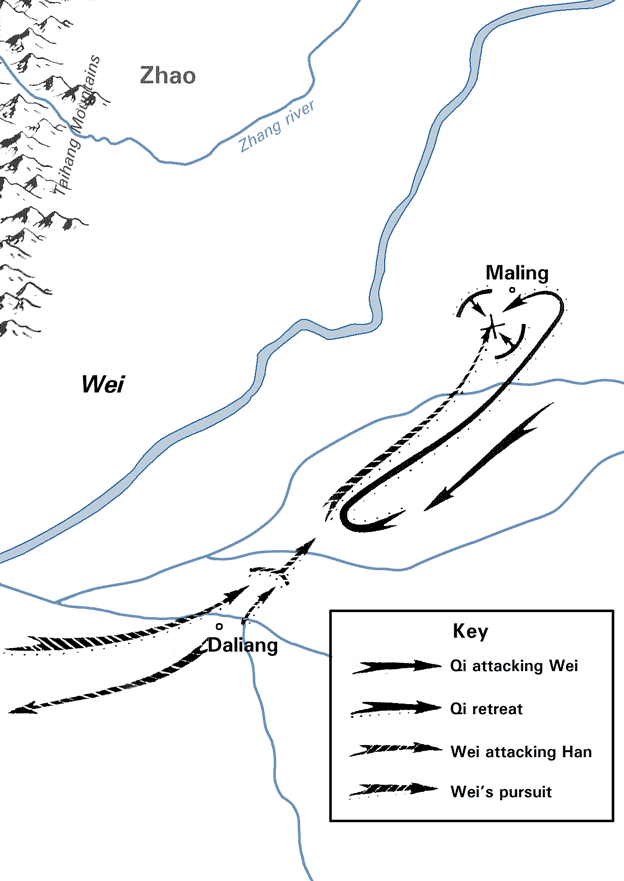
Bataille de Maling en -342.

Ayant tiré les leçons de la bataille de Guiling, Pang Juan ordonna à ses troupes d'éviter les voies de communications principales conduisant à l'armée Qi, afin d'éviter d'y être pris en embuscade, et de se hâter vers la capitale, avant que les Qi n'ait pu organiser son attaque.
Au lieu de se précipiter et de tenter de piéger les troupes du Wei au moral élevée, Sun Bin décida de laisser une grande majorité de ses troupes se reposer. Ces troupes du Qi reçurent l'ordre de faire lentement retraite vers le Qi, et de préparer la logistique nécessaire au plan dont le général avait l'idée. Sun Bin ne conserva qu'une troupe plus réduite pour faire face à Pang Juan.
Dès que ces deux armées furent à proximité, Sun Bin ordonna immédiatement la retraite. Et il réitéra la manœuvre à chaque fois que les deux forces se trouvaient dans la même zone de combat, manœuvrant pour rejoindre ses troupes de réserve.
Afin de tromper son ennemi, Sun Bin ordonna de faire, chaque jour, de moins en moins de feux de camp. Le premier jour, les troupes Qi avaient assez de feux pour 100 000 hommes ; le second jour, pour 50 000. Au troisième jour, il n'y eut des feux de camp que pour 20 000 soldats.
Voyant cela, Pang Juan estima que les soldats du Qi manquaient de courage et désertaient chaque jour davantage, et prit la tête d'un escadron léger, afin d'assaillir l'armée adverse qu'il pensait en position de faiblesse.
Avec leur récente victoire contre le Han, cette force d'élite réduite ne doutait pas de ses capacités.
Alors que l'armée Qi faisait retraite vers son propre territoire, Sun Bin ordonna à ses hommes d'abandonner une partie de leur artillerie lourde. Cela renforça l'impression de confusion au sein de ses troupes. Lorsqu'ils arrivèrent à Maling, Sun Bin remarqua une passe étroite et densément boisée, idéale pour une embuscade.
Estimant l'arrivée de Pang Juan au soir, il fit retirer l'écorce d'un arbre pour y graver sur le tronc à nu : « Pang Juan mourra sous cet arbre. », une citation qu'avait employé le maître des deux généraux. Il mit dix mille archers en embuscade et leur donna l'ordre de tirer dès qu'ils verraient la lueur d'un feu.
Pang Juan arriva finalement à Maling au crépuscule, vit l'inscription, mais n'en tint pas compte, ordonnant plutôt qu'elle soit effacée, et maintenant l'avance de ses troupes.
Mais dans l'obscurité du soir, les archers du Qi criblèrent soudainement l'armée Wei de tirs, avant que le reste de l'armée Qi, qui avait cerné l'armée Wei, ne charge les survivants.
Les soldats Wei, qui ne s'attendaient pas à ce que l'armée Qi soit encore aussi importante, furent rapidement débordés et massacrés.
Voyant que tout était perdu et sentant sa fin proche, le général Pang Juan se suicida en s'ouvrant la gorge. Selon certaines versions, Pang Juan fut le premier de son armée à être tué.
Les textes disent que, bien que Pang Juan ait été celui qui avait piégé Sun Bin et l'avait mutilé en lui faisant briser les rotules, ce dernier éprouva une profonde tristesse en apprenant la mort de son ancien camarade. Il avait espéré que leurs rapports s'amélioreraient après la bataille.

## Conséquences
Les stratégies brillantes et réussies de Sun Bin renforcèrent son crédit et sa popularité s'étendit à l'ensemble des royaumes.
Après la mort de Pang Juan, le prince Shan, héritier du Wei, fut capturé par le Qi.
La défaite écrasante de Maling sonna le glas des ambitions territoriales du Wei, et marqua le début de son long déclin.
Dès l'année suivante, Shang Yang, ministre du Qin, convainquit le duc Xiao de Qin de l'opportunité qu'il y avait à profiter de la faiblesse du Wei et marcha contre lui. Le Wei dut accepter de dures concessions et perdit plusieurs de ses territoires à l'ouest du fleuve Jaune.